# Bruchophagus annamalaicus
Bruchophagus annamalaicus är en stekelart som beskrevs av T.C. Narendran 1994. Bruchophagus annamalaicus ingår i släktet Bruchophagus och familjen kragglanssteklar. Inga underarter finns listade.